# François Roth (Historiker)
François Roth (* 16. Februar 1936 in Gien, Département Loiret; † 5. Mai 2016 in Nancy) war ein französischer Historiker.

## Leben
Roths Vater stammte aus dem Département Moselle und seine Mutter aus dem Berry. François Roth studierte von 1954 bis 1959 an der Sorbonne vor allem bei Pierre Renouvin. Zunächst war er als Gymnasiallehrer am Lycée Fabert in Metz tätig. Er war seit 1964 Assistant und seit 1970 Maître de conférences an der Universität Nancy. Dort promovierte er 1973 mit der Arbeit La Présidence de Lorraine dans l’Empire allemand 1870–1918 („Der Bezirk Lothringen im Deutschen Reich 1870–1918“). 1977 wurde er Professor für zeitgenössische Geschichte an der Universität Nancy und lehrte dort bis 2002. Im Jahr 1964 heiratete er. Die Académie des sciences morales et politiques ehrte ihn 1990 mit dem Prix Maurice Baumont. Roth gehörte von 1996 bis 2000 dem Vorstand des Deutsch-französischen Historikerkomitees an. Er war von 1998 bis 2000  Präsident der deutsch-französischen Wissenschaftlervereinigung. Roth war ordentliches Mitglied der Académie nationale de Metz und der Académie de Stanislas in Nancy. Roth starb am 5. Mai 2016 an den Folgen eines Verkehrsunfalls.
Roth veröffentlichte zahlreiche Arbeiten über die Geschichte Lothringens im 19. und 20. Jahrhundert.  Seine 1976 veröffentlichte umfangreiche Promotionsschrift wurde ein grundlegendes Werk zu dieser Thematik. Roth hat sie 2007 und nochmals 2011 aktualisiert.